# Clarias nebulosus
Clarias nebulosus és una espècie de peix de la família dels clàrids i de l'ordre dels siluriformes.

## Distribució geogràfica
Es troba a Sri Lanka.